# 岡村ほまれ
岡村 ほまれ（おかむら ほまれ、2005年5月9日 - ）は、日本の歌手、アイドル。ハロー!プロジェクトの女性アイドルグループモーニング娘。の15期メンバー。東京都出身。アップフロントプロモーション所属。

## 略歴
2019年
- 「モーニング娘。'19 LOVEオーディション」に合格し、6月22日、モーニング娘。への加入が発表された。
- 8月30日、第4腰椎間関節損傷により2週間の安静が必要と診断され、活動を制限することを発表。同年9月より開催された秋ツアーの初日公演から復帰。

2020年
- 1月22日、シングル「KOKORO&KARADA/LOVEペディア/人間関係No way way」でモーニング娘。としてメジャーデビュー。
- 7月10日、1st写真集『Homare』を発売。

2021年
- 3月10日、突発性難聴により加療が必要と診断され、3月に開催されるハロー!プロジェクトのコンサートを欠席すると発表。その後一部活動を再開したが、大音量を伴うライブ活動は引き続き5月いっぱい欠席することを発表。6月3日、症状も治まり、医師より大音量を伴う活動に関しても再開してよいと診断されたことを受け、7月から始まるハロー!プロジェクトのコンサートツアー「Hello! Project 2021 SUMMER」よりライブ活動を再開することを発表。

2022年
- 1月16日、急性胃腸炎と診断され、同日に開催される70thシングルのイベントを欠席すると発表。
- 5月9日、2nd写真集『HOMARE SEVENTEEN'S JOURNEY』を発売。

2023年
- 1月18日、病院で診察を受けた結果「頸椎椎間板症」との診断となり、2週間程度の安静と加療が必要である為、開催中のハロー!プロジェクトのコンサート「Hello! Project 2023 Winter〜TWO OF US〜」チームA公演では動きを制限し、椅子に座って参加とすることを発表。2月11日の公演より、一部ではあるが立ってのパフォーマンスを再開。
- 6月22日、Instagramを開始。

2024年
- 2月14日、春日井製菓の商品「つぶグミ」の発売30周年を記念したハロー!プロジェクトとのコラボレーション企画として結成されたシャッフルユニット「GOODM!X」（グッドミックス）のメンバーとして、オリジナル楽曲「カモン・ミックス!」を配信リリース。

2025年
- 3月14日、病院で診察を受けた結果「頸椎椎間板症」との診断となり、1か月程度の安静と加療が必要である為、同月中のモーニング娘。'25およびハロー!プロジェクトのコンサートやイベントについて、欠席することを発表。

## 人物
- 愛称は、ほまたん[1]、ほまちゃん[2]。イメージカラーはデイジー[23]。
- 血液型A型[3]。身長168 cm[24]。
- 趣味は文具集め、カワイイ物集め[3]。
- 好物は肉[23]。
- 憧れのメンバーは、元モーニング娘。の佐藤優樹。
- お姉ちゃんになってほしいハロー!プロジェクトのメンバーとして同グループの羽賀朱音、およびつばきファクトリーの秋山眞緒、BEYOOOOONDSの江口紗耶を挙げている。
- 幼少期からの友人にタレントの松島かのんがいる[25]。

## 出演

### ラジオ
- GIRLS♥GIRLS♥GIRLS =FULL BOOST= 「モーニング娘。'21のモーニングダイアリー」（2019年9月5日 - 2021年3月11日、FM-FUJI）

### CM
- 京都銘菓「こたべ」（2015年）[26]

### コンサート
- M-line Special 2023 ～Magical Wish～（2023年4月14日、なかのZERO 大ホール、1公演） - ゲスト出演[27]

## 書籍

### 写真集
- Homare（2020年7月10日、オデッセー出版、撮影：村井友樹）[8]
  - ISBN 978-4-8470-8304-4（通常版）
  - ISBN 978-4-8470-8305-1（amazon.co.jp限定カバー版）
- HOMARE SEVENTEEN'S JOURNEY（2022年5月9日、オデッセー出版、撮影：西村康）[16]
  - ISBN 978-4-908643-76-7

### 雑誌連載
- 趣味の文具箱「岡村ほまれ（モーニング娘。'23）の文房具にハロー!」（2023年3月9日 - 、エイ出版社）[28]

## 参加ユニット
- モーニング娘。（2019年 - ）
- シャッフルユニット
  - ハロプロ・オールスターズ（2020年）
  - GOODM!X→GOODM!X PREMIUM（2024年 - ）